# Municipio de Hurricane (condado de Franklin)
El municipio de Hurricane (en inglés: Hurricane Township) es un municipio ubicado en el condado de Franklin en el estado estadounidense de Arkansas. En el año 2010 tenía una población de 182 habitantes y una densidad poblacional de 4,28 personas por km².

## Geografía
El municipio de Hurricane se encuentra ubicado en las coordenadas 35°21′45″N 93°57′36″O / 35.36250, -93.96000. Según la Oficina del Censo de los Estados Unidos, el municipio tiene una superficie total de 42.49 km², de la cual 42,27 km² corresponden a tierra firme y (0,53 %) 0,23 km² es agua.

## Demografía
Según el censo de 2010, había 182 personas residiendo en el municipio de Hurricane. La densidad de población era de 4,28 hab./km². De los 182 habitantes, el municipio de Hurricane estaba compuesto por el 97,25 % blancos, el 1,65 % eran amerindios, el 1,1 % eran asiáticos. Del total de la población el 0 % eran hispanos o latinos de cualquier raza.